# Samochodowe Mistrzostwa Europy
Samochodowe Mistrzostwa Europy, International Grand Prix, oficjalnie European Championship – coroczny cykl wyścigów samochodowych typu Grand Prix, organizowany przez AIACR w latach 1931–1939. Celem Mistrzostw było wyłonienie mistrza w kategorii kierowców, tj. kierowcy, który zdobył najmniej punktów w całym sezonie. Wyścigi składające się na Mistrzostwa Europy nazywane były Grandes Épreuves.

## Historia
Pierwsze Mistrzostwa Europy odbyły się w 1931 roku według przepisów Formuły Libre, które zakładały minimalną masę samochodu na poziomie 900 kg. Był to typ wyścigów długodystansowych, które trwały przynajmniej dziesięć godzin, a każda załoga liczyła dwóch kierowców. W roku 1932 wyścigi trwały od pięciu do dziesięciu godzin. W latach 1933–1934 nie rozgrywano mistrzostw. Na sezon 1935 zmieniono przepisy, ograniczające masę pojazdów do 750 kg. W tym czasie Hitler rozpoczął finansowe wspieranie niemieckich konstruktorów wyścigowych, co zaowocowało dominacją Mercedesa i Auto Uniona w drugiej połowie lat 30.. Od 1938 roku obowiązywała nowa formuła, dopuszczająca stosowanie silników wolnossących (o poj. do 4,5 litra) oraz doładowanych (o poj. do 3 litrów). II wojna światowa uniemożliwiła AIACR wyłonienie mistrza w roku 1939. Korpsführer Adolf Hühnlein, prezydent Oberste Nationale Sportbehörde für die Deutsche Kraftfahrt (Niemieckiego Związku Motorowego) ogłosił mistrzem Hermanna Langa, chociaż według oficjalnej punktacji zostałby nim Hermann Paul Müller.

## Punktacja
W przeciwieństwie do wyścigów Formuły 1, mistrzostwo otrzymywał kierowca z najmniejszą liczbą punktów; w przypadku, kiedy więcej kierowców miało tę samą liczbę punktów, zwyciężał zawodnik z największym pokonanym dystansem. Za pierwsze, drugie i trzecie miejsce przyznawano odpowiednio 1, 2 i 3 punkty. Kierowcy, którzy pokonali przynajmniej trzy czwarte dystansu, otrzymywali 4 punkty. Zawodnicy z przejechaną minimum połową wyścigu zdobywali 5 punktów. Tym, którzy pokonali przynajmniej ćwierć wyścigu, przyznawano 6 punktów. Kierowcy, którzy przejechali poniżej ćwierci dystansu, zdobywali 7 punktów. Zawodnicy, którzy nie wystartowali w wyścigu, otrzymywali 8 punktów.

## Wyścigi
| Sezon | 1   | 2   | 3   | 4   | 5   |
| ----- | --- | --- | --- | --- | --- |
| 1931  | ITA | FRA | BEL |     |     |
| 1932  | ITA | FRA | DEU |     |     |
| 1935  | BEL | DEU | SUI | ITA | ESP |
| 1936  | MCO | DEU | SUI | ITA |     |
| 1937  | BEL | DEU | MCO | SUI | ITA |
| 1938  | FRA | DEU | SUI | ITA |     |
| 1939  | BEL | FRA | DEU | SUI |     |

## Mistrzowie
| Sezon | Mistrz            | Zespół        | PP            | Zw.           | Pod.          | NO            | Pkt.          |
| ----- | ----------------- | ------------- | ------------- | ------------- | ------------- | ------------- | ------------- |
| 1931  | Ferdinando Minoia | Alfa Romeo    | 0             | 0             | 2             | 0             | 9             |
| 1932  | Tazio Nuvolari    | Alfa Romeo    | 0             | 2             | 3             | 2             | 4             |
| 1935  | Rudolf Caracciola | Mercedes-Benz | 0             | 3             | 4             | 1             | 11            |
| 1936  | Bernd Rosemeyer   | Auto Union    | 1             | 3             | 3             | 3             | 10            |
| 1937  | Rudolf Caracciola | Mercedes-Benz | 3             | 3             | 4             | 2             | 13            |
| 1938  | Rudolf Caracciola | Mercedes-Benz | 0             | 1             | 4             | 0             | 8             |
| 1939  | nie przyznano     | nie przyznano | nie przyznano | nie przyznano | nie przyznano | nie przyznano | nie przyznano |